# André Masson (bibliothécaire)
Pour l’article homonyme, voir André Masson.
André Masson, né le 15 mai 1900 à Paris et mort le 8 février 1986 à Aressy, est un bibliothécaire, archiviste et archéologue français. Il est nommé, après la Libération, inspecteur général des bibliothèques, au sein de la direction des bibliothèques et de la lecture publique nouvellement créée.

## Biographie
Issu d'une famille bourgeoise catholique, André Masson est diplômé de l'Ecole nationale des chartes en 1922, après avoir soutenu une thèse intitulée L'église abbatiale Saint-Ouen de Rouen, étude archéologique. Georges Bataille compte parmi ses camarades de promotion.
Nommé conservateur adjoint à la bibliothèque municipale de Rouen, André Masson rejoint en 1926 la Direction des archives et des bibliothèques de l'Indochine, à Hanoï, dirigée par Paul Boudet, et où exerce également Marcelle Bouyssi. Il est alors chargé de sélectionner des archives pour l'exposition coloniale qui se tient à Paris en 1931.
En 1934, alors qu'il est de passage à Paris pour un congés, il rencontre Pol Neveux, inspecteur général des bibliothèques, qui lui propose la direction de la bibliothèque municipale de Bordeaux. Il y entreprend un travail de modernisation du catalogue, organise des expositions et ouvre une bibliothèque de quartier dans la ville. Avec Julien Cain, il fait l'acquisition d'une partie des manuscrits de Montesquieu, vendus en 1939 à l'Hotel Drouot, dont ceux des Pensées, du Spicilège et plusieurs centaines de lettres de correspondance. Élu à l'Académie nationale des sciences, belles-lettres et arts de Bordeaux, il donne également des cours de paléographie à la faculté des Lettres, signe d'intégration dans les sociabilités intellectuelles bordelaises. 
En 1945, la Direction des bibliothèques et de la lecture publique est créée : Marcel Bouteron en assure la direction, assisté d'Henri Vendel, Pierre Lelièvre et d'André Masson comme inspecteurs généraux des bibliothèques. André Masson participe alors à la modernisation de la lecture publique en France, œuvrant au déploiement des bibliothèques centrales de prêt.  
Parallèlement à ses missions d'inspecteur, il poursuit son activité scientifique. Il publie dans la collection Que sais-je ? un ouvrage intitulé Les bibliothèques, et reprend la publication du Catalogue général des manuscrits des bibliothèques publiques de France. Son expérience en Indochine l'amène à publier plusieurs ouvrages sur le sujet, et à diriger la Maison de l'Indochine à la Cité internationale universitaire de Paris. 
Après avoir pris sa retraite, André Masson s'installe à Pau, où il décède d'une crise cardiaque.

## Publications
André Masson est l'auteur de plus de 70 ouvrages, dont : 
- Hanoï pendant la période héroïque (1873-1888) (préf. Paul Boudet), Paris, Librairie orientaliste Paul Geuthner, 1929, 263 p. (lire en ligne)

- Histoire de l'Indochine, Paris, PUF, coll. « Que sais-je ? » (no 398), 1950, 128 p.
- André Masson (dir.), Œuvres complètes de Montesquieu, Paris, Nagel, 1950-1955

- Les bibliothèques (réédité à de multiples reprises), Paris, PUF, coll. « Que sais-je ? » (no 944), 1961, 56 p.
- Le décor des bibliothèques : du Moyen Âge à la Révolution, Paris, Droz, coll. « Histoire des idées et critique littéraire » (no 125), 1972, 204 p.

## Distinctions
- Officier de la Légion d'honneur[3]
- Commandeur de l'ordre national du Mérite[6]
- Officier de l'ordre des Arts et des Lettres[3]